# Saumarez (Schiff, 1943)
HMS Saumarez (G12) war im Zweiten Weltkrieg der Flottillenführer der Zerstörer der S-Klasse der Royal Navy. Der im Juli 1943 in den Flottendienst übernommene Zerstörer wurde mit den fünf Battle Honours „Arctic 1943-44“, „North Cape 1943“, „Normandy 1944“, „Malaya 1945“ und „Burma 1945“ ausgezeichnet.
Das Schiff war an zwei erfolgreichen klassischen Torpedoangriffen beteiligt: Am 26. Dezember 1943 griff es mit seinen Schwesterschiffen Savage, Scorpion und der norwegischen Stord das sich zurückziehende deutsche Schlachtschiff Scharnhorst an. Die erzielten Torpedotreffer reduzierten die Geschwindigkeit des Schlachtschiffs erheblich, so dass es schließlich von aufschließenden schwereren britischen Einheiten versenkt werden konnte.
Am 16. Mai 1945 griffen die Saumarez und die Zerstörer Verulam, Vigilant, Venus  und Virago  in der Malakka-Straße den Schweren Kreuzer Haguro mit Torpedos an und versenkten ihn. Der begleitende japanische Zerstörer Kamikaze wurde nur beschädigt und entkam den britischen Schiffen.
Am 22. Oktober 1946 erhielt die Saumarez als Hauptopfer des sogenannten Korfu-Kanal-Zwischenfalls einen schweren Minentreffer. Zwar wurde der schwer beschädigte Zerstörer nach Großbritannien zurückgeführt, aber nicht wieder instand gesetzt. Ab Oktober 1950 wurde der Zerstörer in Charlestown (Fife) am Firth of Forth verschrottet.

## Geschichte des Schiffes

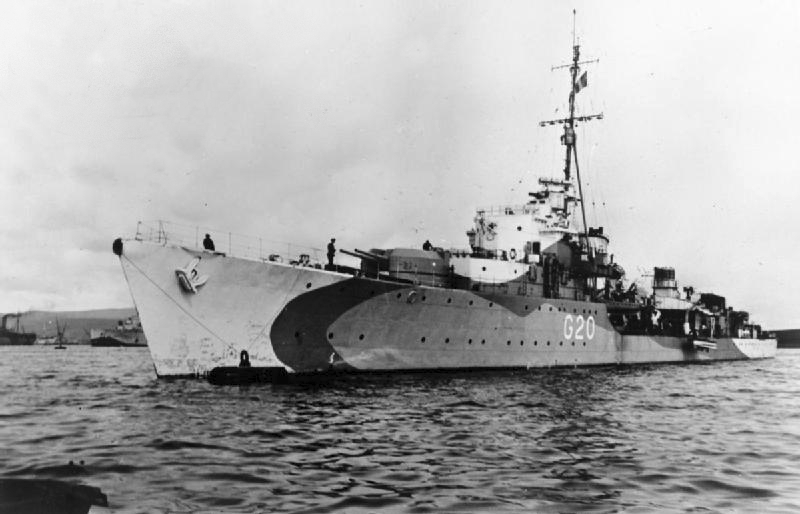
Die zuerst von Hawthorn Leslie fertiggestellte Savage mit der abweichende Bewaffnung

Im Januar 1941 gingen zwei Aufträge für Zerstörer der „5th Emergency Flotilla“ (S-Klasse) an Hawthorn Leslie in Newcastle. Beide Schiffe wurden als Sonderformen der S-Klasse fertiggestellt. Die Kiellegung des Neubaus mit der Baunummer 651 erfolgte am 22. August 1941, der bis zum Juni 1943 als achte Savage der Royal Navy der Royal Navy fertiggestellt wurde. Der Zerstörer unterschied sich von den anderen Zerstörern der S-, T-, U-, V- und W-Klasse durch seine Hauptbewaffnung mit 4,5-in-Geschützen, die ab der 10th Emergency Flotilla (Z-Klasse) des Kriegsbauprogramms als neue Hauptbewaffnung der Flottenzerstörer eingeführt wurden. Dazu wurden seine beide Buggeschütze in einer Doppellafette eingebaut, wie sie ab der Battle-Klasse 1945 in den Flottendienst kam.

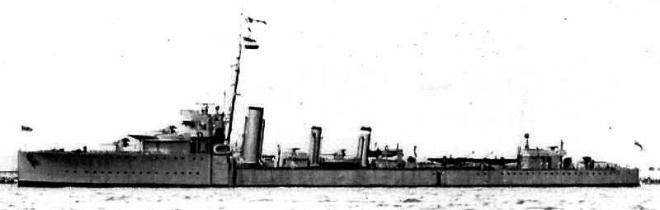
Die erste Saumarez von 1916

Die Kiellegung des zweiten Neubaus der Werft in Hebburn mit der Baunummer 650 erfolgte am 24. September 1941 und sollte als Flottillenführer der „5th Emergency Flotilla“ fertig gestellt werden. Der Neubau wurde das zweite Schiff der Royal Navy, das den Namen Saumarez zu Ehren des Admirals James Saumarez (1757–1836) führte. 1916 hatte Cammell Laird einen Flottillenführer der Parker-Klasse als Saumarez an die Royal Navy geliefert. Dieses Schiff, seit 1919 der Reserve zugeordnet, hatte die Navy 1931 ausgesondert.
Seit der Tribal-Klasse von 1938 wurden für die britischen Zerstörer keine stark abweichenden Flottillenführer mehr gebaut und die Zahl der üblicherweise in Flottillen bestellten Einheiten auf acht reduziert. Die Führerboote mussten wegen des Platzbedarfs für das zusätzliche Personal eines Flottillenstabes zusätzliche Räume haben, was zu geringen Abweichungen in den Aufbauten führte. Insbesondere die hinteren Deckshäuser als klassische Unterbringung der Offiziere an Bord waren meist etwas größer, was zu einer Erhöhung der Standardverdrängung um etwa 20 ts führte.

Als Flottillenführer der S-Klasse verdrängte die Saumarez 1730 ts als Standard und vollbeladen 2530 ts. Wie die anderen Zerstörer der Klasse hatte sie eine Länge von 362 ft 9 in, eine Breite von 35 ft 8 in und einen Tiefgang von bis zu 14,5 ft. Der Antrieb erfolgte über zwei Parson-Getriebe-Turbinen-Sätze, die jeweils eine Schraubenwelle antrieben. Die Antriebsleistung von zusammen 40.000 PSw wurde mit dem Dampf von zwei Admiralitäts-Kesseln erzeugt und gab dem Schiff einer Höchstgeschwindigkeit von über 36 kn. Bei Volllast konnte die Saumarez bis zu 615 ts Treiböl mitführen, mit denen sie bei 20 kn Marschgeschwindigkeit bis zu 4675 sm zurücklegen konnte. Ihre Besatzung bestand im Normalfall aus 225 Mann.
Bei seiner Fertigstellung am 1. Juli 1943 war der Zerstörer mit vier 4,7-inch-(120-mm)-L/45-Mark-XII-Geschützen bewaffnet, die durch die neue Aufhängung echte Mehrzweckwaffen wurden. Zur Abwehr von Luftangriffen standen noch ein Bofors-40-mm-Zwillingsgeschütz in einer in den Niederlanden entwickelten Lafette des Typs Hazemeyer und vier automatische Zwillingskanonen vom Typ 20 mm Oerlikon zur Verfügung. Dazu war der Zerstörer noch mit zwei 21-inch-Vierfach-Torpedorohrsätzen bewaffnet und hatte in der Regel 70 Wasserbomben an Bord, die über zwei Ablaufschienen und vier Werfer eingesetzt wurden.
Die Saumarez kam als drittes Schiff der S-Klasse nach der von Cammell Laird gefertigten Scorpion und der neben ihr in Hebburn entstandenen Savage in Dienst. Von diesem Typ des Emergency Destroyers waren mit dem bei John Brown & Co. entstandenen Flottillenführer Troubridge sowie dem Zerstörer Tumult von derselben Werft sowie den bei Swan Hunter gebauten Tuscan und Tyrian sowie Grenville (Leader U) und Ulster schon sechs Zerstörer der folgenden Klassen im Dienst.

## Einsatzgeschichte

### Nordmeergeleitzüge
Die am 1. Juli 1943 in Dienst gestellte Saumarez wurde erst der 3rd Destroyer Flotilla bei der Home Fleet und dann der 23rd Destroyer Flotilla zugeteilt. Nach einer kurzen Einfahrzeit wurde der Zerstörer zur Sicherung der britischen Geleitzüge im Nordmeer eingesetzt, mit denen die West-Alliierten Material zur Unterstützung der Sowjetunion nach Murmansk und Archangelsk transportierten. Am 23. Oktober verließ sie den Zerstörern Milne als Führungsschiff, Mahratta, Matchless, Musketeer, Savage, Scourge, Scorpion und Westcott, der norwegischen Korvette Eglantine und den Minensuchern Harrier und Seagull der Halcyon-Klasse Seyðisfjörður auf Island, um im Rahmen der Lend-Lease-Unterstützung überlassene fünf Minensucher T-111 bis T-115) der amerikanischen Admirable-Klasse (530 ts) und sechs U-Boot-Jägern (BO-201, BO-204, BO-208 bis BO-211 der amerikanischen 110ft submarine chasers (121 ts) zur Kola-Bucht zugeleiten, wo der Verband am 28. Oktober eintraf. Noch wichtiger war die Abholung von dreizehn Frachtschiffen aus Archangelsk, die dort seit dem Frühling und der Unterbrechung der Nordmeergeleite lagen. Mit diesen als Konvoi RA 54A wurde am 1. November der Rückmarsch angetreten und alle Transporter trafen am 13. und 14. November in britischen Häfen ein. Der Rückmarsch wurde nur durch dichten Nebel behindert. Gegen etwaige deutsche Aktivitäten hatten die Briten noch drei U-Boote vor dem Eingang zum Altafjord aufgestellt und waren die Kreuzer London und Augusta mit dem Geleitzerstörer Middleton in See.

Ab dem 23. November gehörte die Saumarez zur Sicherung des Konvois JW.54B, der vierzehn Transporter und ein Rettungsschiff umfasste. Zur von der Hardy geführten Sicherung gehörten noch die weiteren Zerstörer Beagle, Savage, Scorpion, Scourge, Venus und Vigilant, drei Korvetten der Flower-Klasse sowie der Minensucher Halcyon. Auf dem letzten Abschnitt verstärkten noch zwei sowjetische Zerstörer sowie drei Minensucher die Sicherung des Konvois, der ohne Verluste am 3. Dezember Archangelsk erreichte. In zwei Deckungsgruppen waren noch das Schlachtschiff Anson, vier Kreuzer und vier weitere Zerstörer in See.

### Seegefecht vor dem Nordkap

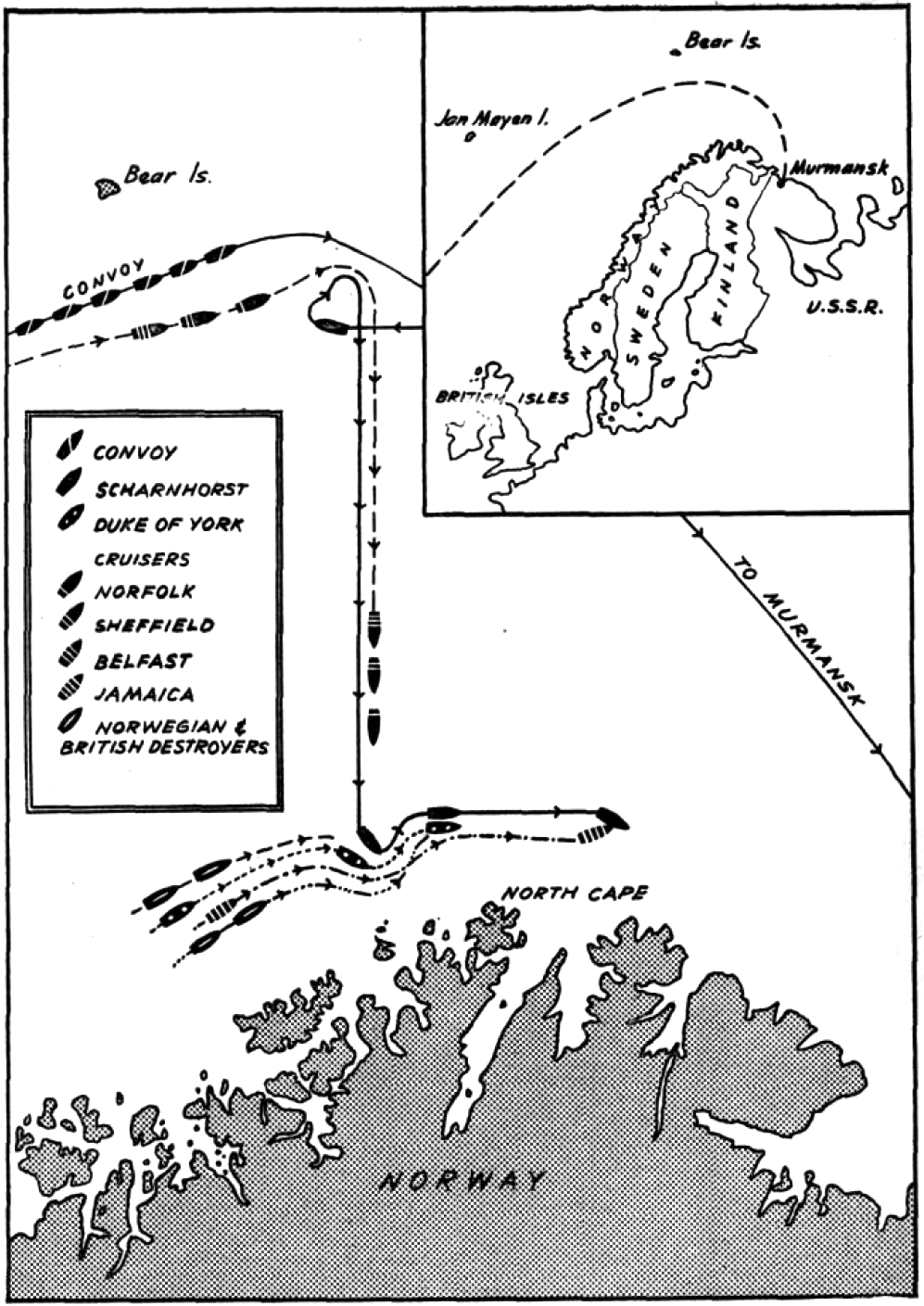
Skizze des Gefechts

Am 16. Dezember verließ Saumarez mit Savage, Scorpion und der norwegischen Stord, anfangs begleitet vom sowjetischen Zerstörer Kuibyshev, die Kola-Bucht; die Zerstörer der S-Klasse sollten mit dem Schlachtschiff Duke of York und dem Kreuzer Jamaica die Ferndeckungsgruppe für die nächste alliierte Konvoi-Operation bilden. Die Ferndeckungsgruppe unter dem Befehlshaber der Home Fleet, Vizeadmiral Bruce Fraser, lief zur Beölung nach Akureyri (Island) und erreichte erst am 26. Dezember wieder das Seegebiet vor dem Nordkap.
Der Konvoi JW.55B stand schon weiter östlich und hatte erste Angriffe deutscher Flugzeuge und U-Boote abgewehrt. Die Kriegsmarine suchte mit einer Kampfgruppe unter Konteradmiral Bey auf dem Schlachtschiff Scharnhorst und der 4. Zerstörer-Flottille mit Z 29, Z 30, Z 33, Z 34 und Z 38 nach dem Konvoi (Unternehmen Ostfront). Von Südosten näherte sich die britische Kreuzerdeckungsgruppe unter Vizeadmiral Burnett mit Belfast, Norfolk und Sheffield und ortete die Scharnhorst mit Radar. Ohne ihre Zerstörer zur Unterstützung anzufordern, drehte Scharnhorst bei und führte am Vormittag des 26. ein kurzes Gefecht mit den Kreuzern. Dabei erzielte Norfolk zwei Treffer, von denen einer das Haupt-Radar der Scharnhorst außer Gefecht setzte. Bey ließ daraufhin die Suche nach dem Konvoi abbrechen und entließ seine Zerstörer zum Rückmarsch zu ihren Stützpunkten. Die ebenfalls ablaufende Scharnhorst wurde von Burnett’s Kreuzerverband erneut entdeckt und gegen Mittag angegriffen. In dem erneut unterschiedenen Gefecht gewann der deutsche Befehlshaber den Eindruck, zum britischen Verband gehöre ein Schlachtschiff und brach endgültig seinen Angriffsversuch auf den Konvoi ab. Burnett blieb mit seinem Verband auf einer Position zwischen Konvoi und den Deutschen und verfügte jetzt zusätzlich über vier Zerstörer vom Konvoi RA.55B.
Die Scharnhorst drehte mit hoher Geschwindigkeit ab, um den britischen Verband abzuschütteln, von dessen Zusammensetzung man Mangels eines leistungsfähigen Messgeräts keine gesicherte Vorstellung hatte.

Die von Island heranlaufende britische Ferndeckungsgruppe unter Admiral Fraser versuchte dem deutschen Schlachtschiff den Weg zu seiner Basis zu verlegen. Da sie von den Deutschen nicht entdeckt worden war, lief ihr die Scharnhorst in den Weg. Als auf der Duke of York am Nachmittag der Gegner erstmals in über 40 km Entfernung vom Radar erfasst wurde, konnte der Kurs der Gruppe so korrigiert werden, dass das britische Schlachtschiff eine halbe Stunde später das Feuer auf die Scharnhorst aus allen zehn schweren Geschützen auf dann nur noch elf km Distanz eröffneten konnte.
Trotz schwerer Treffer und dem Eingreifen des Burnett-Verbandes aus nördlicher Position drohte die Scharnhorst zu entkommen, da sich der Abstand zu ihr im Gefecht wieder auf 20 km erhöht hatte und sie wieder 26 kn erreichte. Fraser hatte daher seine vier Zerstörer vorgeschickt, um das deutsche Schiff zu beschäftigen und gegebenenfalls durch Torpedotreffer zu stoppen oder zu vernichten. Deren Führer bildete zwei Rotten, von denen Saumarez und Savage zuerst von der Backbordseite angriffen aber frühzeitig entdeckt wurden und ihren Angriff wegen des massiven Abwehrfeuers abbrachen. Währenddessen gelangten Scorpion und Stord auf der Steuerbordseite näher an das deutsche Schlachtschiff. Von den 16 Torpedos der beiden Zerstörer erreichte wohl nur einer der Scorpion das Ziel. Die erfolgreichen Ausweichbewegungen des deutschen Schiffes ermöglichten den beiden anderen Zerstörern erneut aufzuschließen. Von den acht Torpedos der Savage trafen drei. Saumarez lief extrem dicht an das deutsche Schiff, konnte aber nur noch vier Torpedos abfeuern, von denen einer traf. Der Zerstörer hatte einen schweren Treffer in seinen Feuerleitstand erhalten, der – ohne zu explodieren – das Schiff durchschlug und elf Mann tötete.

Der Zangenangriff der von der Saumarez geführten Zerstörer hatte die Flucht der Scharnhorst erheblich verzögert, ihre mögliche Höchstgeschwindigkeit leicht verringert und die Munitionsvorräte weiter reduziert. Dazu waren die Verbände von Fraser und Burnett am Abend auf unter zehn Kilometer herangekommen und begannen die radargestützte Beschießung und Zerstörung des deutschen Schlachtschiffs.

Während nur 36 Überlebende der 1972 Mann Besatzung der Scharnhorst von britischen Zerstörern aus dem eiskalten Nordmeer gerettet wurden, war die Saumarez mit ihren elf Toten das britische Schiff mit der höchsten Verlustzahl.

Die schwerbeschädigte Saumarez lief mit der einen noch einsetzbaren Maschine nach Murmansk, wo erste Notreparaturen stattfanden; noch im Januar 1944 verlegte der Zerstörer zurück nach Großbritannien, wo die Instandsetzung fortgesetzt wurde. Bis zum März 1944 wurde die Saumarez repariert, um dann wieder im Nordmeer eingesetzt zu werden.

Sie kam bei den Geleitzügen JW 58 und RA 58 zum Einsatz, die beide ihre Zielhäfen ohne Feindeinwirkungen erreichten.

Weitere Einsätze im Nordmeer unterblieben, da die Einheiten der Navy zur Unterstützung der alliierten Landung in Nordfrankreich benötigt wurden.

### Unterstützung der Invasion
Im Mai wurde die Saumarez zusammen mit Swift sowie den norwegischen Stord und Svenner einem Angriffsverband für die alliierte Landung in der Normandie (Operation Neptune) zugeteilt und nahm an Übungen zur Beschießung von Landzielen teil. Der von ihr zu unterstützende Verband sammelte sich schließlich im Clyde.
Beim Beginn der Landungen in der Normandie im Juni 1944 war Saumarez Flottillenführer der 23rd Destroyer Flotilla, die beim Angriff auf Ouistreham Artillerieunterstützung gab. Die Kräfte für den Landungsabschnitt Sword bestanden aus der Force D mit den britischen Schlachtschiffen Warspite und Ramillies, dem Monitor Roberts, den Kreuzern Mauritius, Arethusa, Frobisher, Danae und der polnischen Dragon, den Zerstörern Saumarez als Flottillenführer, Scorpion, Scourge, Serapis, Swift sowie deren norwegische Schwesterschiffe Stord und Svenner, dazu Verulam, Virago und Kelvin und den Hunt-Zerstörern Middleton, Eglinton sowie der polnischen Slazak.
In der Nacht zum 8. Juni versuchte Saumarez zusammen mit Stord, Virago und Isis vergeblich die acht deutschen Schnellboote der 4. Flottille aus Boulogne zu stellen, die einen Konvoi von Landungsbooten angegriffen und zwei LST versenkt hatten, da sie sich schnell nach Le Havre zurückzogen.
Auch der Versuch in der Nacht zum 14. mit der Onslaught und weiteren leichteren britischen und US-amerikanischen Einheiten, ein deutsches Geleit zu den Kanalinseln zu verhindern, scheiterte. Im Gefecht vor Saint Peter Port auf Guernsey mit den einen Transporter sichernden Minensuchbooten der 24. M-Flottille wurden beide Zerstörer leicht beschädigt und hatten Personalverluste.

### Weitere Einsätze im Nordmeer
Ab September 1944 war die Saumarez wieder zur Sicherung von Geleitzügen im Nordmeer zur Unterstützung der Sowjetunion im Einsatz. Von Mitte September bis Anfang Oktober war die Saumarez an der Sicherung der Nordmeergeleitzüge JW 60 und RA 60 beteiligt. Da noch Unklarheit über die Einsatzfähigkeit der Tirpitz bestand, bildete die britische Home Fleet eine starke Sicherungsgruppe mit den Geleitträgern Campania und Striker, dem Kreuzer Diadem und zwölf Flottenzerstörern sowie zwei Escort Groups. Zeitweilig verstärkte die Sicherung noch ein Teilverband, der die Versorgung von Spitzbergen durchführte.
Vom 31. Oktober bis 6. November gehörten gehörte Saumarez dann zur Sicherungsgruppe des Sonderkonvois JW 61A neben der Campania, dem Kreuzer Berwick mit norwegischen Truppen zur Teilnahme an sowjetischen Operationen zur Befreiung der Eismeerküste an Bord, den Zerstörern Scourge, Serapis, Cassandra, Cambrian und Caprice, der 3rd Escort Group mit sechs Geleitzerstörern der Captain-Klasse, der Sloop Cygnet, der kanadischen Fregatte Nene und den U-Boot-Abwehr-Zerstörern Beagle und Westcott. Der Sonderkonvoi bestand aus den beiden großen Truppentransportern Empress of Australia (21.860 BRT, 1919, ex Tirpitz) und Scythia (19730 BRT, 1921), die 11.000 in der Normandie befreite sowjetische Kriegsgefangene an Bord hatten und von England nach Murmansk überführten. Der Konvoi blieb von den Deutschen unentdeckt.
Für viele der Passagiere war es keine Rückkehr in die Freiheit, sondern in erneute Lagerhaft.
Vom 11. bis zum 17. November liefen die großen Passagierdampfer als Konvoi RA 61A, gesichert von Berwick, Campania sowie der Saumarez mit Savage, Scorpion, Scourge, Serapis und den drei vorgenannten Zerstörern der Ca-Klasse von Murmansk zurück zum Clyde.
Anschließend wurde die Saumarez in Newcastle von November bis zum Januar 1945 überholt, um künftig als Flottillenführer der 26th Destroyer Flotilla (V-Klasse), die ihren Leader Hardy am 30. Januar 1944 im Nordmeer verloren hatte, bei der British East Indies Fleet eingesetzt zu werden.

### Einsatz in Fern-Ost
Ende Januar 1945 verließ die Saumarez den Clyde, um sich mit dem Flugzeugträger Formidable zu treffen und ihn nach Alexandria und Colombo zu begleiten, wo sie am 8. Februar eintrafen und am 10. weiter nach Trincomalee verlegten. Schon am 11. März machte die Saumarez mit den Zerstörern Volage und Rapid einen Vorstoß in die Andamanensee, bei dem sie im Stewart Sound eine Dschunke versenkte. Am 17. März beschossen Saumarez, Rapid und Volage Sigli auf Sumatra und am 19. Port Blair auf den Andamanen. Rapid und Volage wurden bei dem Aufklärungsvorstoß von einem Küstengeschütz getroffen. Am 25. März wurde von der Saumarez noch ein weiterer Aufklärungsvorstoß durchgeführt, bei dem sie von Volage, Vigilant, Virago,Venus und Verulam begleitet wurde. Dabei wurde ein japanischer Konvoi entdeckt und angegriffen. Nach einem ersten erfolglosen Angriff kamen zwei Liberator-Bomber heran. Im Zusammenwirken gelang nun die totale Vernichtung des Konvois. Von den 16 verschossenen britischen Torpedos traf allerdings nur einer.
Im April sicherte die Saumarez mit den Zerstörern Volage, Vigilant, Virago, Venus und Verulam einen Vorstoß von Teilen der British Eastern Fleet gegen die Nordküste Sumatras. Zum Verband gehörten noch die Schlachtschiffe Queen Elizabeth und die moderne französische Richelieu, zwei schwere Kreuzer und die Geleitträger Emperor und Khedive der Ruler-Klasse. Nach der Beschießung Sabangs durch die schweren Einheiten am 11. April folgten noch Angriffe der Trägerflugzeuge auf Padang und Emmahaven und am 14./15. April folgte eine Fotoaufklärung durch die Trägerflugzeuge von Penang, Port Swettenham und Port Dickson. Am 16. folgten dann noch zwei Angriff auf Emmahaven und Padang.
Während der alliierten Landung bei Rangun übernahm das 21. Trägergeschwader die Sicherung des Landungsverbandes. Zu diesem Geschwader gehörten die Kreuzer Phoebe, Royalist, die Geleitträger Hunter, Stalker, Emperor, Khedive, die Zerstörer Saumarez, Venus, Virago, Vigilant, acht Fregatten und zwei Sloops.
Während der Landung bei Rangun (Operation Dracula) beschoss die Force 63 am 6. Mai mit Schlachtschiffen, Kreuzern und den Zerstörern Rotherham, Saumarez, Venus, Vigilant, Verulam Port Blair auf den Andamanen. Am 9. Mai kehrten die Verbände nach Trincomalee zurück.

### Das Gefecht mit derHaguro

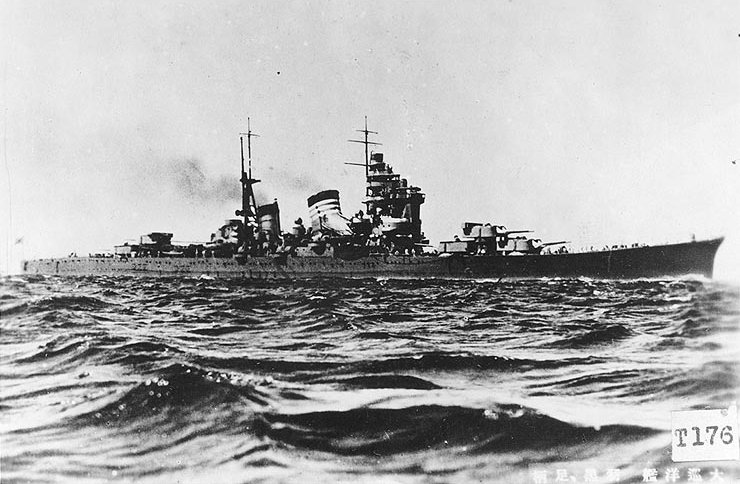
Der japanische schwere Kreuzer Haguro

Als die Briten feststellten, das ein japanischer Verband um den Schweren Kreuzer Haguro Singapur am 10. Mai 1945 verlassen hatte, versuchten sie, diesen Verband zu stellen, der japanische Truppen von den Nikobaren und Andamanen evakuieren sollte. Die Japaner agierten vorsichtig, da sie ihre Kriegsschiffe nicht verlieren wollten. Am 14. verließ der Kreuzer mit dem Zerstörer Kamikaze die Malakka-Straße, wurde aber schon am folgenden Morgen von einem Grumman-Avenger-Torpedobomber des Geleitträgers HMS Emperor entdeckt. Saumarez, Verulam und Vigilant in einer, sowie Venus und Virago in einer zweiten Division wurden in Marsch gesetzt, um die japanischen Schiffe abzufangen.
Die Zerstörer entdeckten die beiden japanischen Schiffe am 16. Mai kurz nach Mitternacht. Die Haguro sank nach mehreren Torpedotreffern um 2:09 Uhr etwa 45 südwestlich von Penang mit 923 Mann. Sie hatte zuvor nur die Saumarez getroffen, die zeitweilig ausfiel. Der japanische Zerstörer Kamikaze wurde zwar getroffen, konnte aber in der unsichtigen Nacht entkommen.

## Das Kriegsende und weitere Einsätze

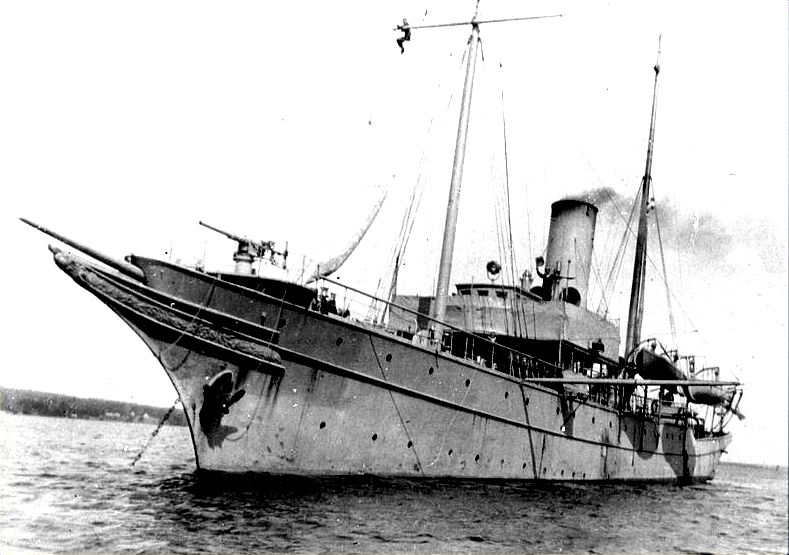
Die ehemalige Yacht als Wachschiff HMCS Hochelaga im Ersten Weltkrieg

Nach einer Behelfsreparatur vor Ort lief der beschädigte Zerstörer nach Durban, um in Südafrika repariert zu werden. Am 6. Juni begannen die Arbeiten auf der Navy-Werft in Simonstown, die im August abgeschlossen wurden. Über Durban kehrte die Saumarez zur Eastern Fleet und der Flottille zurück und verließ dann am 4. September Trincomalee mit vierzehn weiteren Zerstörern und anderen britischen Schiffen zur Besetzung von Malaya. Obwohl Japan am 2. September formell kapituliert hatte, fand die Besetzung wie vor dem Kriegsende geplant statt (Operation Zipper). Am 17. November verließ die 26th Destroyer Flotilla die East Indies Station in Colombo und traf Anfang Dezember 1945 in der Heimat ein. Die Saumarez kam in Plymouth in die Navy-Werft zur Überholung und Vorbereitung für einen zukünftigen Dienst im Mittelmeer. 1946 wurde sie der 3rd Destroyer Flotilla bei der Mediterranean Fleet in Malta zugeteilt, wohin sie dann im März 1946 verlegte. Im Juni und Juli folgten Einsätze vor der Küste Palästinas, um illegale Einwanderung zu verhindern. Nachdem sie im Juni ein Segelschiff mit 382 Migranten aufgebracht und nach Haifa eingeschleppt hatte, fing sie am 31. Juli vor Haifa den Dampfer HaChayal Ha'Ivri ex Hochelaga (630 ts, 1900) ab, der über 500 Migranten an Bord hatte. Die ehemalige Yacht des Erzherzogs Karl Stephan von Österreich hatte am 14. Juli 1946 mit jüdischen Auswanderern Antwerpen verlassen und wurde nach Zypern geleitet.

### Korfu-Kanal-Zwischenfall
Am 26. September 1946 befand sich die Saumarez mit 24 anderen Einheiten der Royal Navy auf einer Mittelmeer-Rundreise. Dabei sollte ein Teil der 1st Cruiser Squadron am 22. Oktober von Süd nach Nord durch die Straße von Korfu laufen. Nach den Kreuzern Mauritius und Leander folgte die Saumarez durch das vorher abgesuchte Medri-Fahrwasser, als sie um 14:53 Uhr von einer Mine getroffen wurde. Auf dem schwer getroffenen Zerstörer starben 30 Mann, aber die gut ausgebildete und geführte Besatzung verhinderte den Totalverlust. Die folgende Volage lief zum getroffenen Zerstörer und konnte ihn nach Schwierigkeiten in Schlepp nehmen. Allerdings musste die schwerbeschädigte Saumarez mit dem Heck nach vorn abgeschleppt werden.
Um 16:06 Uhr explodierte eine weitere Mine nahe der Volage, die auch ihren Bug beschädigte. Trotzdem konnte sie erneut eine Schleppverbindung zur Saumarez herstellen und die beiden beschädigten Zerstörer passierten am 23. Oktober bis 03:10 Uhr rückwärts laufend den Korfu-Kanal.
Saumarez wurde dann von eingetroffenen Bergungsschleppern nach Malta geschleppt. Dort verblieb der schwer beschädigte Zerstörer bis zum September 1950. Schon im Februar 1948 wurde nach einer technischen Überprüfung entschieden, die Saumarez abzuwracken.
Der schwerbeschädigte Zerstörer wurde nach Großbritannien geschleppt und in Rosyth abgebrochen.